# Copa da Liga Escocesa 1999–2000
A Copa da Liga Escocesa de 1999-00 foi a 54º edição do segundo mais importante torneio eliminatório do futebol da Escócia. O campeão foi o Celtic F.C., que conquistou seu 11º título na história da competição ao vencer a final contra o Aberdeen F.C., pelo placar de 2 a 0.

## Premiação
| Copa da Liga Escocesa de 1999-00 |
| Escócia                          |
| -------------------------------- |
| Celtic F.C. Campeão (11º título) |